# Sasha Clements
Sasha Nicole Clements (née le 14 mars 1990  à Toronto, Ontario) est une actrice canadienne.

## Biographie
Elle est connue pour son rôle de Kiki Kincaid sur la sitcom Teletoon La Méthode Becky. Ses rôles guest star comprennent des apparitions sur Rookie Blue, Really Me, Lost Girl, La Vie mouvementée de Tess Foster, et Mudpit. Elle est surtout connue pour avoir incarné Marnie dans le film How to Build a Better Boy.
Depuis septembre 2011, Sasha est en couple avec l'acteur américain, Corbin Bleu - avec qui elle s'est fiancée en octobre 2014.[Passage à actualiser]

## Filmographie

### Télévision
- 2009 : La Méthode Becky : Kiki Kincaid
- 2010 : Quoi de neuf Phacochères ! (What's Up Warthogs!) : Cheerleader
- 2011 : Rookie Blue : Fille
- 2011 : Really Me : Ramona
- 2012 : Lost Girl : Sarah
- 2012 : La Vie mouvementée de Tess Foster : Emma
- 2013 : Mudpit : Nikki

### Cinéma
- 2014 : How to Build a Better Boy : Marnie